# خانه حسن حلی ساز
خانه حسن حلی ساز مربوط به دوره پهلوی اول بود و در شیراز، محله گود عربان، کوچه سجادی، پلاک ۸ قرار داشت و این اثر در تاریخ ۱۰ خرداد ۱۳۸۲ با شمارهٔ ثبت ۸۹۷۴ به‌عنوان یکی از آثار ملی ایران به ثبت رسیده بود.
این خانه در جریان طرح توسعه حرم شاهچراغ شبانه تخریب و به زمین تبدیل شد.